# Friedrich Klemm
Friedrich Klemm (* 22. Januar 1904 in Mulda, Sachsen; † 16. März 1983 in München) war ein führender deutscher Technikhistoriker und lange Zeit in dieser Funktion an zentraler Stelle in Deutschland als Bibliotheksdirektor des Deutschen Museums in München.

## Leben
Klemm promovierte 1948 an der Technischen Universität München mit einer Arbeit über Die Geschichte des Technischen Schrifttums.
Er war seit 1932 in der Bibliothek des Deutschen Museums in München (die damals schon über 100.000 Bände besaß), deren Leiter er 1950 nach Rückkehr aus der Kriegsgefangenschaft wurde und deren Direktor er 1956 bis 1969 war. Daneben war er Professor an der Universität München.
In der Bibliothek des Deutschen Museums baute er vor allem die Sammlung seltener Quellenwerke zur Naturwissenschaft und Technikgeschichte aus der Zeit vor 1750 auf (Libri Rari).
Im Jahr 1964 wurde Klemm zum Mitglied der Leopoldina gewählt, 1975 wurde er mit der Leonardo da Vinci Medal ausgezeichnet.

## Schriften
- als Herausgeber: Die Technik der Neuzeit. 3 Bände (Bd. 1: Von der mittelalterlichen Technik zum Maschinenzeitalter. Bd. 2: Rohstoffgewinnung und Verarbeitung. Bd. 3: Verkehrs- und Bautechnik.). Athenaion, Potsdam 1941.
- Technik. Eine Geschichte ihrer Probleme (= Orbis academicus. 2: Naturwissenschaftliche Abteilung. 5). Karl Alber, Freiburg u. a. 1954.
- Zur Kulturgeschichte der Technik. Aufsätze und Vorträge 1954–1978 (= Kulturgeschichte der Naturwissenschaften und der Technik. 1, ZDB-ID 2379809-9). Deutsches Museum, München 1979, (mehrere Auflagen).
- Geschichte der Technik. Der Mensch und seine Erfindungen im Bereich des Abendlandes (= Rororo. 7714). Reinbek bei Hamburg, Rowohlt 1983, ISBN 3-499-17714-5 (mehrere Auflagen).
- zahlreiche weitere Veröffentlichungen in den Schriftenreihen des Deutschen Museums.